# Cali
Cali, celým názvem Santiago de Cali, je s téměř dva a půl milionem obyvatel třetím největším městem Kolumbie. Leží v západní části země, asi 100 km od tichomořského pobřeží a je hlavním městem departementu Valle del Cauca. Město založil v roce 1536 Sebastián de Belalcázar, nachází se v pohoří Farallones de Cali v nadmořské výšce 997 metrů. Historické centrum Cali oplývá množstvím architektonických památek, například historickými kostely sv. Františka a Ermita. Dominantou města je Torre del Cali z roku 1984, vysoká včetně antény 221 metrů. Cali má množství vysokých škol, nejdůležitější je veřejná Universidad del Valle.
Problémem města je vysoká kriminalita. Operuje zde drogový Calijský kartel i městská guerilla, v roce 2011 došlo na katastru města k 1870 vraždám, což činí z Cali jedno z nejnebezpečnějších míst na světě.

## Kultura a sport
Cali je vyhlášené tančírnami, kde se provozuje salsa. V prosinci se každoročně koná festival Feria de Cali.
Město bývá v Kolumbii nazýváno hlavním městem sportu. Sídlí zde dva tradiční prvoligové fotbalové kluby América de Cali a Deportivo Cali, na zdejším stadionu se konaly Panamerické hry v roce 1971 i Světové hry 2013. Město hostilo mistrovství světa v dráhové cyklistice 2014. Hrály se zde také některé zápasy mistrovství světa v basketbalu mužů 1982 a mistrovství světa ve fotbale hráčů do 20 let 2011. V roce 2015 se v Cali konalo mistrovství světa v atletice do 17 let.

## Partnerská města
- Athény, Řecko